# 25609 Bogantes
25609 Bogantes este un asteroid din centura principală de asteroizi.

## Descriere
25609 Bogantes este un asteroid din centura principală de asteroizi. A fost descoperit pe 3 ianuarie 2000 la Socorro, New Mexico, în cadrul proiectului LINEAR. Asteroidul prezintă o orbită caracterizată de o semiaxă mare de 2,55 ua, o excentricitate de 0,10 și o înclinație de 3,0° în raport cu ecliptica.